# Pseuderanthemum subviscosum
Pseuderanthemum subviscosum là một loài thực vật có hoa trong họ Ô rô. Loài này được (C.B.Clarke) Stapf miêu tả khoa học đầu tiên năm 1909.